# Energetska kriza
Energetska kriza je svako značajno sputavanje u snabdevanju energetskih resursa za privredu.U literaturama se često odnosi na jedan izvor energije koji se koristi u određenom vremenu i mestu,naročito one koje snabdevaju nacionalne elektroenergetske mreže ili one koje se koriste kao gorivo u automobilima.
Industrijski razvoj i rast stanovništva doveli su do povećanja globalne potražnje za energijom u poslednjih nekoliko godina.Tokom 2000-ih,ova nova potražnja,zajedno sa napetostima na Bliskom Istoku,
padom vrednosti američkog dolara,smanjenjem naftnih rezervi i spekulacije cene nafte su uzrokovale energetskoj krizi 2000-ih godina,kao i povećanju cene nafte koja je dostigla najveću cenu ikada od $147.30 po buretu u 2008.

## Kriza električne energije i goriva
Kada se u ekonomski razvijenim zemljama sveta govori o energetskoj krizi,pod tim se podrazumevaju vanredne i neočekivane situacije koje bi nastale ukoliko se ne bi u dovoljnoj meri mogao osigurati pristup jeftinoj električnoj energiji i energiji iz nafte.Nema sumnje da će se rezerve nafte iscrpiti pre ili kasnije-i šta ćemo onda koristiti kao gorivo?
Da bi se izbegla takva situacija,ulažu se ogromni napori u pronalaženju novih izvora nafte,grade se nove i modernije nuklearne elektrane i velika energetska postrojenja koja koriste neke druge vrste goriva.Procenjuje se da će svetske rezerve nafte trajati još narednih 70 godina,dok će rezerve prirodnog gasa biti na raspolaganju samo još oko 50 godina.Sve do sada nije bilo toliko interesantno ulagati u efikasnije korišćenje energije ili u manje elektrane koje koriste obnovljive izvore energije,ali ovaj trend se možda ipak konačno počinje menjati.Sve to u potpunosti zavisi od nas samih.

## Kriza goriva
Dok razvijene zemlje sveta tek stoje pred opasnošću energetske krize do koje može doći u nekom momentu u budućnosti,veliki broj ljudi već danas i na svojoj koži oseća svu brutalnost energetske krize,kao na primer katastrofalan nedostatak drva za loženje koja su potrebna za kuvanje i zagrevanje vode i domova.
U poređenju sa industrijskim zemljama,prosečna potrošnja energije po stanovniku u zemljama trećeg sveta je veoma mala.Najvažniji izvor energije u tim zemljama su šume.Kod pripreme hrane i grejanja praktično svaki stanovnik seoskih područja u tim zemljama u potpunosti ili delimično zavisi od drva za loženje. U mnogim gradovima,drveni ugalj i drvo su najvažniji izvori energije za siromašnu i srednju klasu.Sve do sada ovi izvori energije su bili besplatni ili vrlo jeftini.
Prema statistikama UN-a,već i danas milioni ljudi žive u područjima gde količina drveta koja se potroši prevazilazi količinu koja nanovo izraste. Uništavanje šumskih površina ne može se produžavati u beskonačnost. Drvo,ugalj,sušeni životinjski izmet i otpad iz domaćinstva i dalje predstavljaju najvažniji izvor energije u mnogim zemljama.Svakoga dana dve milijarde ljudi koristi obroke pripremljene na drvenom uglju ili drvima. 
Kriza goriva u zemljama u razvoju je upečatljiv primer situacije gde siromašno stanovništvo u svojoj borbi za preživljavanjem danas,uništava temelj svog budućeg opstanka.Oni ovo rade ne zato sto ne razumeju posledice,nego zato što nemaju drugog izbora.

## Spoljašnje veze
- Energija i životna sredina-Udžbenik za učenike osnovnih i srednjih škola- SPARE Архивирано на веб-сајту  (4. април 2015)